# Diables verts
Les « Diables verts » est le surnom donné par les forces alliées aux parachutistes d'élite allemands, les Fallschirmjäger, pendant la Seconde Guerre mondiale. Ce surnom évoque à la fois le fait qu'ils furent des adversaires redoutables et craints par les Alliés tout en faisant référence à la couleur générale de leurs vestes de camouflage.

## Historique
Pendant la bataille du mont Cassin, bien qu'ils subirent d’intenses bombardements d’aviation et des assauts incessants d’infanterie, les Fallschirmjäger infligèrent pendant plusieurs mois des pertes énormes aux forces alliées pourtant plus nombreuses. 
Les qualités combatives hors-normes des Fallschirmjäger ont tellement impressionné les Alliés que ceux-ci les surnommèrent les « Diables verts ».

« Aucune autre troupe dans le monde que les parachutistes allemands auraient pu résister à une telle épreuve et par la suite, aller au combat avec une telle férocité. »

— Harold Alexander, commandant du 15e groupe d'armées (8e armée britannique et 1re armée américaine) durant la campagne d'Italie
Tout au long du conflit, les Fallschirmjäger, qui accumulèrent de nombreux faits d'armes, se montrèrent toujours à la hauteur de cette réputation.

## Anecdote
En novembre 1942 en Tunisie, puis en 1944 lors de l’opération Market Garden à Arnhem, les « Diables verts » ont défait à deux reprises les « Diables rouges » (1st Parachute Brigade (en)), leurs homologues britanniques, dans les combats qui les ont opposés.